# فلورينول
الفلورينول هو مركب كحولي عضوي مشتق من الفلور، ويوجد في صورة مادة صلبة بيضاء قشدية اللون في درجة حرارة الغرفة. تقع مجموعة الهيدروكسيل في المصاوغ الأكثر أهمية لمركب 9-هيدروكسيل الفلور أعلى ذرة الكربون التي تربط بين حلقتي بنزين، ويمكن تحويل هيدروكسيل الفلور إلى الفلورينون عن طريق الأكسدة. 

## السمية
يُعتبر مركب الفلورينول سامًّا لجميع الكائنات المائية، ومن بينها الطحالب والبكتيريا والقشريات.
سجُلت براءة اختراع مركب الفلورينول واستخدم لأول مرة كمبيد حشري في عام 1939، ويستخدم حاليا كمبيد طحالب فعال ضد الطحالب الخضراء. ولا تزال درجة سمية مركب الفلورينول وتأثيره كعامل مسرطن للإنسان غير معروفين.

## تعزيز لليقظة
أفادت دراسة نشرتها شركة سيفالون الأمريكية أثناء أبحاثها لتطوير خليفة لعقار مودافينيل المعزز لليقظة أن مشتق الفلورينول المقابل كان أكثر فعالية بنسبة 39٪ من عقار المودافينيل في إبقاء الفئران مستيقظة على مدى 4 ساعات. ولكن، بعد إجراء مزيد من التحقيق، وجد أن النشاط المعزز لليقظة لنظير الفلورينول كان على الأرجح ناتجًا عن مستقلب نشط، والذي اعتبرت الدراسة أنه هو الفلورينول نفسه. يعمل مركب الفلورينول كمثبط ضعيف لالتقاط الدوبامين إذ يبلغ تركيز المادة الموافق للتثبيط النصفي منه 9 ميكرومتر، أي أنه أضعف بمقدار 59٪ من عقال المودافينيل الذي يبلغ تركيز المادة الموافق للتثبيط النصفي منه 3.70 ميكرومتر، مما يجعله أقل عرضة للإدمان. كما أنه لم يُظهر أي تقارب مع السيتوكروم P450 2C19 على عكس عقار المودافينيل.